# Henry Brand, 1. Viscount Hampden

Henry Brand, 1. Viscount Hampden

Henry Bouverie William Brand, 1. Viscount Hampden (* 24. Dezember 1814; † 14. März 1892) war ein britischer Politiker der Liberal Party und Sprecher des Unterhauses (House of Commons).

## Familie
Brand stammte mütterlicherseits von dem Patrioten John Hampden, einem Führer der bürgerlichen Revolution während des Englischen Bürgerkrieges (1642–1649) ab. Er selbst war der Sohn von Colonel Henry Otway Trevor, 21. Baron Dacre.

## Politische Laufbahn

### Abgeordneter und Regierungsmitglied
Er begann seine politische Laufbahn 1852 mit der Wahl zum Abgeordneten des Unterhauses (House of Commons). Dort vertrat er zunächst bis 1865 die Interessen der Liberal Party des Wahlkreises Lewes. Anschließend vertrat er von 1865 bis 1884 den Wahlkreis Cambridgeshire im Unterhaus.
Von April 1855 bis März 1858 war er Lord of the Treasury im ersten Kabinett von Viscount Palmerston und damit einer der Vertreter des Lord High Treasurer und des Schatzkanzlers.
Vom 24. Juni 1859 bis 12. Juli 1866 war er Parlamentarischer Sekretär des Schatzamtes und zeitgleich Chief Whip seiner Partei. Damit hatte er als eine Art Fraktionsgeschäftsführer zugleich Sitz und Stimme in den Kabinetten der damaligen Premierminister Viscount Palmerston (1859–1865) und Earl Russell (1865–1866).

### Parlamentssprecher und Mitglied des Oberhauses
1872 wurde er als Nachfolger von John Evelyn Denison zum Sprecher (Speaker) des House of Commons gewählt. Dieses Amt übte er bis zu seinem Rücktritt im Februar 1884 aus. Während seiner Amtszeit kam es zum Erstarken der irischen Bewegung der Home Rule League, die 1882 in Irish Parliamentary Party unter dem Vorsitz von Charles Stewart Parnell umbenannt wurde. Nachfolger als Unterhaussprecher wurde Arthur Wellesley Peel.
Nach seinem Rücktritt wurde er einer alten Tradition gemäß in den erblichen Adelsstand erhoben. Er führte den Titel eines Viscount Hampden und gehörte dadurch dem Oberhaus (House of Lords) an. Zwischen 1886 und 1892 war er außerdem als Lord Lieutenant Repräsentant der Königin Victoria in der Grafschaft Sussex. 1890 erbte er außerdem den Titel des Baron Dacre.
Die Titel erbte bei seinem Tode im Jahre 1892 sein Sohn Henry Robert Brand, der 1895 bis 1902 Gouverneur von New South Wales war.